# Port Pirie
Port Pirie je město v Jižní Austrálii. Vzniklo v roce 1845. Předtím, než jej osídlili Evropané, žil v jeho oblasti domorodý kmen Nukunu. Původně se sídlo jmenovalo Samuel's Creek (podle Samuela Germeina). Roku 2015 zde žilo 14 247 obyvatel. Ve vzdálenosti 5,6 kilometru jižně od města se nachází letiště, město leží pět kilometrů od silnice Augusta Highway.